# VanMoof
VanMoof — нидерландский бренд велосипедов. Компания занимается производством инновационных городских электробайков. 

## История
Компания начала свою деятельность в 2009 году с производством традиционных велосипедов, позже перейдя исключительно на производство электронных велосипедов. Велосипеды собираются на Тайване.
Велосипеды, производимые компанией продаются в 32 странах, флагманские магазины есть в таких городах, как Амстердам, Берлин, Париж, Лондон, Токио и Нью-Йорк. 
В 2017 и 2019 годах компания была самой финансируемой компанией по производству электровелосипедов в мире.
В 2021 году компания представила свой первый высокоскоростной электровелосипед.

### Банкротство
В январе 2023 года VanMoof оказался на грани банкротства и запросил у инвесторов деньги. С 29 июня компания перестала принимать заказы на новые электровелосипеды и объяснила это «техническими проблемами».
В июле суд признал банкротом нидерландского производителя VanMoof (VanMoof Global Holding BV, VanMoof BV и Van Moof Global Support BV). Причинами стали большие затраты на ремонт по гарантии, высокие расходы на масштабирование и очень низкая рыночная цена при высокой себестоимости.